# Dorobaea
Dorobaea là một chi thực vật có hoa trong họ Cúc (Asteraceae).

## Loài
Chi Dorobaea gồm các loài: